# Театр Ушет
Театр Ушет - театр у Парижі.
Цей маленький театр на лівому березі Парижа, розташований за адресою 23 rue de la Huchette у 5-му окрузі, відомий тим, що грає лише дві абсурдистські вистави Ежена Іонеско "Урок" і "Лиса співачка", котрі знаходяться у постійному репертуарі з 1957 року. Сьогодні представлена третя п’єса, і вона час від часу змінюється. Незважаючи на крихітний розмір театру - всього 85 місць , загалом виставу відвідало понад півтора мільйона глядачів. 
Першою виставою театру стала вистава Альбертина Валентіно Бомпіані, під керівництвом Жоржа Віталія 26 квітня 1948 року. У 1951 році він прем'єрував першу п'єсу Жоржа Шехадеса " Пан Бобле".
У 1952 році власником став Марсель Пінар, який презентував у театрі твори Жана Жене, Федеріко Гарсії Лорки, Івана Тургенєва, Ежена Йонеско та Жана Тардьє.